# Elena Neira Borrajo
Elena Neira Borrajo, més coneguda senzillament com a Elena Neira, és una investigadora i professora universitària espanyola, especialitzada en els nous models de distribució audiovisual.
Llicenciada en Dret per la Universitat de la Corunya, i amb Comunicació audiovisual per la Universitat Oberta de Catalunya (UOC), disposa d'un Master en estudis de la Unió Europea. Exerxeix com a professora dels estudis de comunicació a la (UOC) i és membre del grup GAME per la mateixa universitat. També és professora de Distribució audiovisual a la Universitat Internacional de Catalunya (UIC).
Les seves línies de recerca principals són l'impacte de les plataformes de streaming a la indústria televisiva tradicional ia l'espectador. Elena Neira és col·laboradora habitual dels programes especials de Movistar Plus+ a les gales dels Premis Emmy, els Globus d'Or i els Oscar. També ha impartit diverses xerrades i conferències, inclosa una TED Talk sobre Netflix i ha estat escollida com una de les 50 dones més influents del negoci audiovisual espanyol segons la revista Forbes. Entre les seves publicacions destaquen els llibres El espectador social (2013) i La otra pantalla (2015). El seu darrer llibre és Streaming Wars: la nueva televisión (2020), un assaig sobre com veiem la televisió avui dia.

## Publicacions
- Streaming Wars. La nueva televisión (2020)
- La casa de las flores - Fan Book (2019)
- Élite - Fan Book (2019)
- La revolución over the top. Del VOD a la televisión por Internet, coautora (2016)
- Data management in audiovisual industry. Netflix as case stydy, coautora (2016)
- La participación de la audiencia en la televisión, coautora (2016)
- La otra pantalla. Redes sociales, móviles y la nueva televisión (2015)
- Marketing cinematográfico. Cómo promocionar una película en el entorno digital, coautora i coordinadora (2015)
- El espectador social: las redes sociales en la promoción cinematográfica (2009)